# Bitwa nad Sutjeską
Bitwa nad Sutjeską (serb.-chorw. Bitka na Sutjesci, serb. Битка на Сутјесци) – była połączonym atakiem sił Osi, trwała od 15 maja do 16 czerwca 1943 roku, jej celem było unicestwienie partyzanckiej armii w Jugosławii, w pobliżu rzeki Sutjeska, w południowo-wschodniej Bośni. Niepowodzenie ofensywy stało się punktem zwrotnym  dla Jugosławii podczas II wojny światowej.
Operacja przeprowadzona została pod kryptonimem Operacja „Czarny” (niem. Schwarz), znana jest również jako Piąta Ofensywa Antypartyzancka (serb.-chor. Peta Neprijateljska Ofenziva).

## Operacja

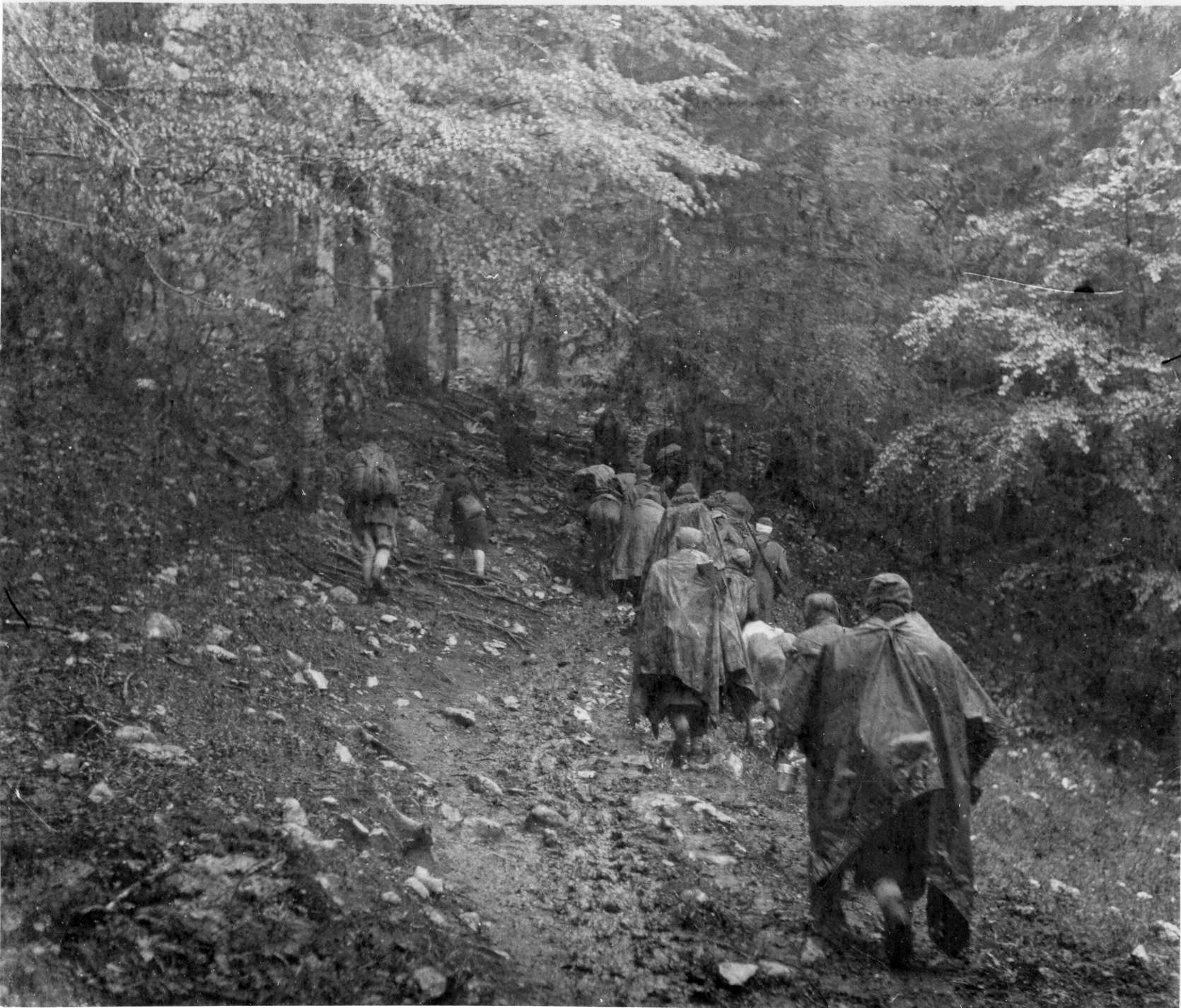
Partyzanci w górach

Państwa Osi zgromadziły 127 000 żołnierzy, złożonych z dywizji niemieckich, włoskich, chorwackich i bułgarskich oraz ponad 300 samolotów. Zgrupowanie NOVJ liczyło 22 148 żołnierzy w 16 brygadach. Celem operacji było otoczenie i likwidacja oddziałów partyzanckich.
9 czerwca Josip Broz Tito został raniony w ramię od bomby. Według niepotwierdzonych relacji ocalenie zawdzięczał swojemu psu. 13 czerwca zginął płk Sava Kovačević, jeden z najbardziej znanych dowódców partyzanckich. W końcowej fazie realizacji operacji Niemcom udało się otoczyć partyzantów, jednak partyzanci wyszli z otoczenia przełamując linie niemieckich dywizji 118 i 104 oraz chorwackiej dywizji nad rzeką Sutjeska i przechodząc do wschodniej Bośni. Okupione to zostało znacznymi stratami. W bitwie zginęło łącznie 7543 partyzantów, tj. ponad 1/3 stanu. Niemiecki generał Rudolf Lüters w końcowym raporcie ocenił, że „komunistyczni rebelianci” są dobrze zorganizowani, sprawni i z wysokim morale bojowym.
Sukces partyzantów poprawił ich reputację u lokalnej ludności, wzrosła liczba rekrutów, ponadto poskutkowało kontratakami we wschodniej Bośni przeciwko garnizonom we Vlasenicy, Srebrenicy, Olovo, Kladanj oraz Zvorniku w ciągu 20 dni po bitwie.
Bitwa była punktem zwrotnym w przejęciu kontroli nad Jugosławią przez aliantów i stała się ważną częścią w powojennej kulturze jugosłowiańskiej.

## Jednostki biorące udział w operacji

### Siły partyzantów
Liczące ponad 22 tys. partyzantów zgrupowanie dowodzone przez komendanta naczelnego NOV i POJ Josipa Broz Titę składało się z następujących jednostek:
- 1 Dywizja Proletariacka - d-ca gen. mjr Koča Popović
- 2 Dywizja Proletariacka - d-ca gen. mjr Peko Dapčević
- 3 Proletariacka Dywizja Uderzeniowa - d-ca płk Sava Kovačević (poległ 13 czerwca), wcześniej płk Radovan Vukanović
- 7 Banijska Dywizja Uderzeniowa - d-ca płk Pavle Jakšić
- 6 Proletariacka Brygada Uderzeniowa
- 15 Brygada Majewicka

### Siły Osi
W czasie całej ofensywy dowództwo nad 127 tys. żołnierzy Państw Osi sprawował gen-płk Alexander Löhr. Od strony taktycznej kierował nią gen. Rudolf Lüters, dowódca Korpusu Chorwackiego.
III Rzesza:
- 1 Dywizja Strzelców Górskich - d-ca gen. por. Walter Stettner
- 7 Ochotnicza Dywizja Górska SS Prinz Eugen - d-ca Gruppenführer Artur Phleps
- 104 Dywizja Strzelców - d-ca gen. mjr. Hartwig von Ludwiger
- 118 Dywizja Strzelców - d-ca gen. por. Josef Kübler
- 369 Dywizja Piechoty - d-ca gen. por. Fritz Neidholdt (jednostka złożona z kolaborantów chorwackich)
- 4 Pułk Brandenburg
- 659 Samodzielny Batalion Inżynieryjny
- 202 Batalion Pancerny
- zgrupowanie 300 samolotów

Królestwo Włoch:
- 1 Alpejska Dywizja „Taurinense”[2]
- 19 Dywizja Piechoty „Veneziaa”
- 23 Dywizja Piechoty „Ferrara”

Carstwo Bułgarii:
- 61 Pułk Zabezpieczający
- 63 Pułk Kombinowany

Niepodległe Państwo Chorwackie:
- 4 Domobrańska Brygada Górska

## Nawiązania w kulturze
W 1973 roku, w trzydziestolecie, bitwa stała się tematem filmu w reżyserii Stipe Delića „Piąta Ofensywa” („Sutjeska”) - był to jeden z najdroższych filmów kinematografii jugosłowiańskiej.
Scenariusz powstał w wyniku pracy ekipy międzynarodowej (Ugo Pirro, Siergiej Bondarczuk, Miljenko Smoje, Wolf Mankovitsch, Branimir Šćepanović), zaś wystąpili w nim m.in. Richard Burton jako Tito, Ljuba Tadić jako Sava, Relja Bašić, Ljubiša Samardžić, Irene Papas, Günter Meisner, Velimir Bata Živojinović; muzykę stworzył Mikis Teodorakis.